# Rue des Carmes (Rouen)
Pour les articles homonymes, voir Rue des Carmes.
La rue des Carmes est une voie de la commune française de Rouen.

## Situation et accès
C'est une rue commerçante et essentiellement piétonne qui relie la place de la Cathédrale à la rue Beauvoisine.
Rues adjacentes
- Passage Maurice-Lenfant
- Rue aux Juifs
- Rue Saint-Nicolas
- Rue Saint-Lô
- Place des Carmes
- Rue des Fossés-Louis-VIII

## Origine du nom
Le nom de la rue vient du couvent des Carmes qui était situé dans cette rue depuis 1260 et qui fut détruit à la Révolution.

## Historique
La rue se situe à l'emplacement du cardo maximus de Rotomagus. Elle porta le nom de « rue Grand-Pont » puis « rue de la Constitution » pendant la période révolutionnaire.
L'architecture de la Reconstruction marque la rue d'arcades en partie est.

## Bâtiments remarquables et lieux de mémoire
- Le poète Prosper Blanchemain (1816-1879) y est né.
- no 14 : Avant 1944, façade Renaissance de l'hôtel Romé[1], des vestiges subsistent dans la cour intérieure de l'immeuble Espace Monet-Cathédrale.
- no 58 : le peintre Jean-Baptiste Parelle (1790-1837) y est mort.
- no 64 : l'écrivain Gabriel Reuillard (1885-1973) y est né.
- no 70 : Robert Lecourt (1908-2004), homme politique, y a vécu vers 1930.
- no 90 : François Hollande y est né et y a vécu jusqu'en 1958.
- no 91 (magasin Armand Thiery) : façade Renaissance avec bas-reliefs conservée à l'intérieur du rez-de-chaussée[2].  Classé MH (1992)